# Arnaldo Alberti (Schriftsteller, 1866)
Arnaldo Alberti (geb. 1866 in Verona; gest. 1896 ebenda) war ein italienischer Schriftsteller.

## Leben und Werk
Alberti begann sein Wirken als Schriftsteller mit Memorie di un volontario (Memoiren eines Freiwilligen), einer Sammlung seiner Reflexionen über seine militärischen Erfahrungen, unter besonderer Berücksichtigung der Charaktere der Menschen in seiner Umgebung, deren aufmerksamer Beobachter er war. 1893 veröffentlichte er den Roman Perdizione und 1895 die Geschichte im Mondlicht (Racconto al chiaro di luna), sein erfolgreichstes Werk, das sich auf die verliebte Verzweiflung eines jungen Mannes konzentrierte, der auf seine geliebte Frau verzichtet und es danach bereut. Nach Albertis plötzlichem Tod veröffentlichten seine Freunde und insbesondere Renato Simoni verstreute und unveröffentlichte Schriften, eine Sammlung von Skizzen, Reflexionen und Geschichten, die von 1890 bis 1896 produziert worden waren.

## Werke
- Impressioni e ricordi. 1892.
- Perdizione. Romanzo. Torino: Roux, 1893.
- Racconto al chiaro di luna. 1895.
- Scritti sparsi e inediti. 1896.